# Herb gminy Mstów
Herb gminy Mstów – symbol gminy Mstów.

## Wygląd i symbolika
Herb przedstawia na tarczy w polu błękitnym fragment ręki, trzymającej dwa złote skrzyżowane klucze. Jest to nawiązanie do historycznego symbolu Mstowa, gdy miejscowość ta posiadała prawa miejskie. 